# بيكبريتات الأمونيوم
 بيكبريتات الأمونيوم  أو كبريتات الأمونيوم الهيدروجينية عبارة عن مركب كيميائي له الصيغة NH4HSO4 ، ويكون على شكل بلورات بيضاء .

## الخواص
- ينحل بشكل جيد في الماء، كما أن له خاصية استرطاب جيدة.
- لمركب بيكبريتات الأمونيوم في محاليله المائية صفة حمضية.

## التحضير
يحصل على بيكبريتات الأمونيوم كناتج ثانوي من عملية نزع الكبريت من غازات الاحتراق  flue gas desulfurization
حسب المعادلة:
NH3 + SO3 + H2O → (NH4)HSO4
ينتج أيضاً من تفكك كبريتات الأمونيوم بالتسخين.

## الاستخدامات
- يمكن أن يجرى عليه تفاعل تعديل بالأمونياك للحصول على مركب كبريتات الأمونيوم.
- يستخدم لتحضير مركب فوق كبريتات الأمونيوم من التحليل الكهربائي لمحاليله.